# Viel-Saint-Remy
Viel-Saint-Remy är en kommun i departementet Ardennes i regionen Grand Est (tidigare regionen Champagne-Ardenne) i nordöstra Frankrike. Kommunen ligger  i kantonen Novion-Porcien som ligger i arrondissementet Rethel. År 2022 hade Viel-Saint-Remy 300 invånare.

## Befolkningsutveckling
Antalet invånare i kommunen Viel-Saint-Remy
Referens: INSEE